# تیغانمین
تیغانمین (به عربی: تیغانمین) یک شهرداری در الجزایر است که در استان باتنه واقع شده‌است.